# 한화리조트 해운대
한화리조트 해운대(영어: Hanhwa Resort Haeundae)는 대한민국 부산광역시 위치한 호텔 및 리조트다. 한화호텔앤드리조트가 운영 중이다.

## 역사
2001년 7월 20일 한화리조트 해운대가 개장했다. 개장 당시 규모는 객실 수 기준 417실이다. 2011년 12월 26일 한화리조트 해운대는 리뉴얼 공사를 끝마치고 고급 비즈니스 호텔 '한화리조트 해운대 티볼리'로 재개장했다.

## 시설

### 객실
총 객실 수는 417실로 개장 당시와 동일하다. 객실은 디럭스와 로얄, 플래티넘 형태로 구성됐다. 디럭스는 일반 룸 373실, 재즈 룸 10실, 팝 룸 8실, 알앤비 룸 12실, 키즈 룸 5실, 시네마 룸 2실, 워케이션 룸 2실로 구성됐다. 이외에도 로얄 룸 4실, 플래티넘 1실을 보유하고 있다.

### 레스토랑
- 클라우드32: 호텔 32층에 위치한 이탈리안 레스토랑. 2024년 《블루리본 서베이》가 발간한 《전국의 맛집》에 소개되었다.
- 피시 앤 시사이드 키친: 호텔 2층에 위치한 해산물 중심 뷔페 레스토랑
- 마리시스: 호텔 1층에 위치한 카페 겸 베이커리

### 이 외 시설
편의점과 사우나, 8개의 전기차 충전소를 운영 중이다.

## 같이 보기
- 대한민국의 호텔 목록